# صالح‌آباد (خوی)
صالح‌آباد، روستایی است از توابع بخش قطور و در شهرستان خوی استان آذربایجان غربی ایران.

## جمعیت
این روستا در دهستان زری قرار داشته و بر اساس سرشماری سال ۱۳۸۵ جمعیت آن ۱۲۳ نفر (۲۴ خانوار)
بوده‌است.